# Melissa McBride
Melissa Suzanne McBride (ur. 23 maja 1965 w Lexingtonie) – amerykańska aktorka filmowa i telewizyjna, znana m.in. z roli Carol Peletier w serialu Żywe trupy, a także castingowiec.
Zawodowo pracowała przy organizacji castingów. Na początku lat 90. w Atlancie zajęła się zawodowym aktorstwem. W telewizji zadebiutował w 1993 w jednym z odcinków serialu Matlock. W 2007 zagrała w filmie Mgła Franka Darabonta. Rola ta przyniosła jej propozycję dołączenia do obsady Żywych trupów. W 2013 i 2014 wyróżniania Saturnem dla najlepszej aktorki drugoplanowej w produkcji telewizyjnej.

## Wybrana filmografia
- 1993: Matlock (serial TV)
- 1994: In the Heat of the Night (serial TV)
- 1995: American Gothic (serial TV)
- 1996: A Season in Purgatory (serial TV)
- 1996: Portret zabójcy (serial TV)
- 1997: Close to Danger (film TV)
- 1997: Any Place But Home (film TV)
- 1998: Jezioro marzeń
- 1999: Pirates of Silicon Valley (film TV)
- 2002: The Dangerous Lives of Altar Boys
- 2007: Mgła
- 2010: Żywe trupy (serial TV)[1]